# Поље при Водицах
Поље при Водицах (словен. Polje pri Vodicah) је насељено мјесто у општини Водице, Средњесловенска регија, Словенија.

## Историја
До територијалне реорганизације у Словенији било је у саставу града Љубљане, односно старе општине Шишка.

## Становништво
У попису становништва из 2011. године, Поље при Водицах је имало 231 становника.
| Број становника према пописима | Број становника према пописима | Број становника према пописима |
| ------------------------------ | ------------------------------ | ------------------------------ |
| 1991                           | 2002                           | 2011                           |
| 213                            | 211                            | 231                            |

Напомена: До 1955. исказивано под именом Поље. Године 2000. умањено за део насеља који је припојен насељу Репње. Године 2014. извршена је мања размена територије између насеља Поље при Водицах и Репње.